# Arosa-Express

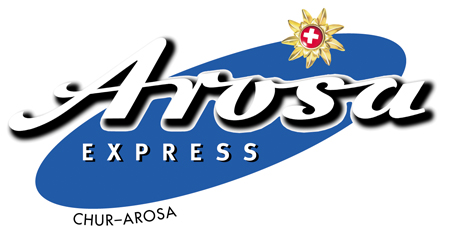
Logo des ehemaligen Arosa-Express

Der Arosa-Express war eine speziell für den Tourismus konzipierte Zugskomposition auf der Bahnstrecke Chur–Arosa der Rhätischen Bahn (RhB). Der Zug existierte offiziell von 1997 bis 2007 und verkehrte das ganze Jahr über mehrmals täglich zwischen der Kantonshauptstadt Chur und dem Ferienort Arosa.

## Vorgeschichte

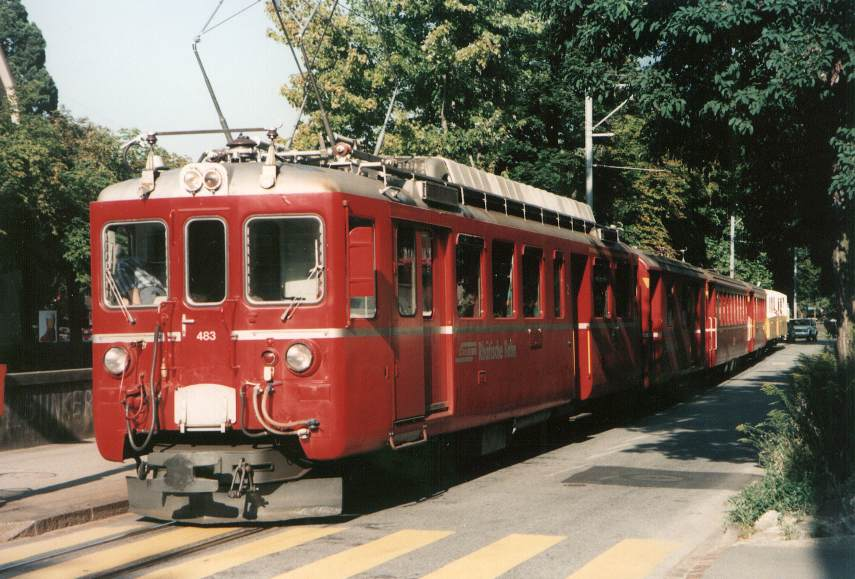
Ein ABDe 4/4 483-Triebzug, bis 1997 im Einsatz

Der bevorstehende Ersatz der veralteten Triebfahrzeuge sowie betriebswirtschaftliche Gründe veranlassten die RhB Mitte der 1980er-Jahre zur Prüfung einer Umstellung der Fahrdrahtspannung der Arosabahn auf Einphasen-Wechselstrom. Diese 1997 nach umfangreichen Anpassungsarbeiten realisierte Massnahme ermöglichte den Einbezug der Bahnstrecke Chur–Arosa ins sogenannte Stammnetz der RhB. Damit konnten ein rationellerer Fahrzeugeinsatz sowie beachtliche Einsparungen bei der Beschaffung und beim Unterhalt des Rollmaterials erzielt werden. Diese Verjüngungskur hatte zur Folge, dass per Ende November 1997 die betagten Triebwagen ABe 4/4 und die ABDe 4/4 das Schanfigg verliessen und die Stammnetz-Elektrolokomotiven Ge 4/4 II mit den Nummern 611 bis 633 an ihre Stelle traten. Gleichzeitig lancierte die RhB mit dem Arosa-Express eine neue, speziell gestaltete Zugskomposition.

## Beschreibung

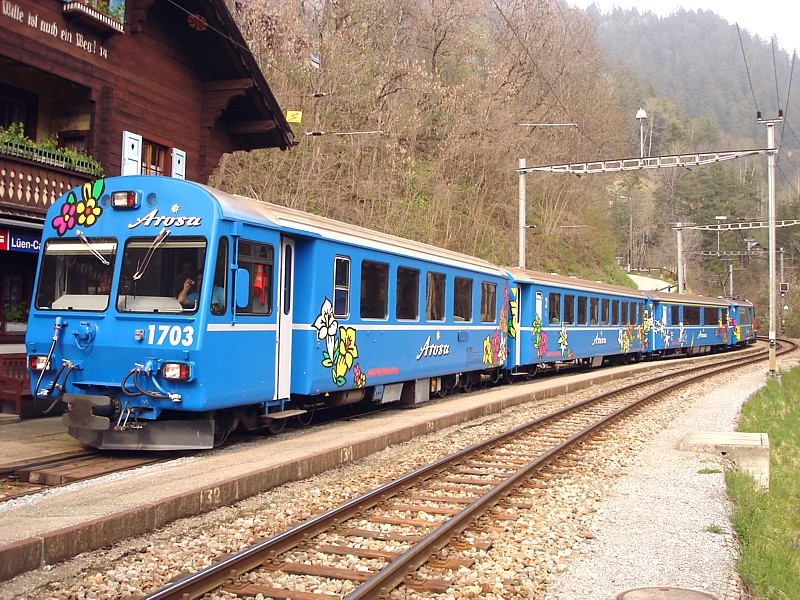
Arosa-Express mit Steuerwagen Bt 1703

Der Arosa-Express hatte das Ziel, den Reisenden zwischen Chur und Arosa ein neues und zeitgemässes Bahnerlebnis anzubieten. Ungewöhnliche Farben und eine komfortable Inneneinrichtung verliehen der aus älterem Rollmaterial umgebauten Komposition ein attraktives Äusseres. Der vom üblichen RhB-Lackierungsschema abweichende blaue Aussenanstrich mit auffälligem Alpenflora-Dekor entsprach dem von Marketing-Spezialisten entworfenen Erscheinungsbild des Sport- und Ferienortes Arosa. Dieses Design konnte zudem als Reminiszenz an das Farbschema der ursprünglichen Gesellschaft betrachtet werden. Zur Finanzierung der Zugkomposition konnten die Arosa Bergbahnen, die Tourismusorganisation Arosas sowie die Gemeinde selbst mit Beiträgen von insgesamt rund 600.000 Schweizer Franken verpflichtet werden. Diese Sponsoren beteiligten sich auch massgeblich an der internationalen Vermarktung des neuen Zuges. Die Jungfernfahrt des Arosa-Express fand am 29. November 1997, unmittelbar nach der Umstellung der Fahrdrahtspannung, mit einer Fahrt von Chur nach Arosa statt. Der Zug war weder reservations- noch zuschlagpflichtig. In der Regel waren die kurz nach 10:00 Uhr von Chur und die kurz vor 15:00 Uhr von Arosa abgehenden Verbindungen mit dem Arosa-Express besetzt. Daneben wurde die Komposition je nach Bedarf auch zu anderen Tageszeiten eingesetzt.

## Verwendetes Rollmaterial
Der für die Aufstellung der Komposition notwendige Umbau erfolgte aus fünf vorhandenen Wagen. Darunter befanden sich ein Steuerwagen (Bt 1703), ein Wagen zweiter Klasse (B 2319), ein gemischtklassiger Wagen (AB 1570), ein Wagen erster Klasse mit grossen Panoramafenstern (As 1256) und ein kombinierter Bar- und Gepäckwagen, ursprünglich mit Raucherabteil (BD 2481). Für den Sommerverkehr wurde ein weiterer Zweitklasswagen hergerichtet (B 2315). Der Arosa-Express verkehrte als Pendelzug. Die Elektrolokomotive wurde jeweils bergseitig gekuppelt.

## Ausgestaltung der Fahrzeuge

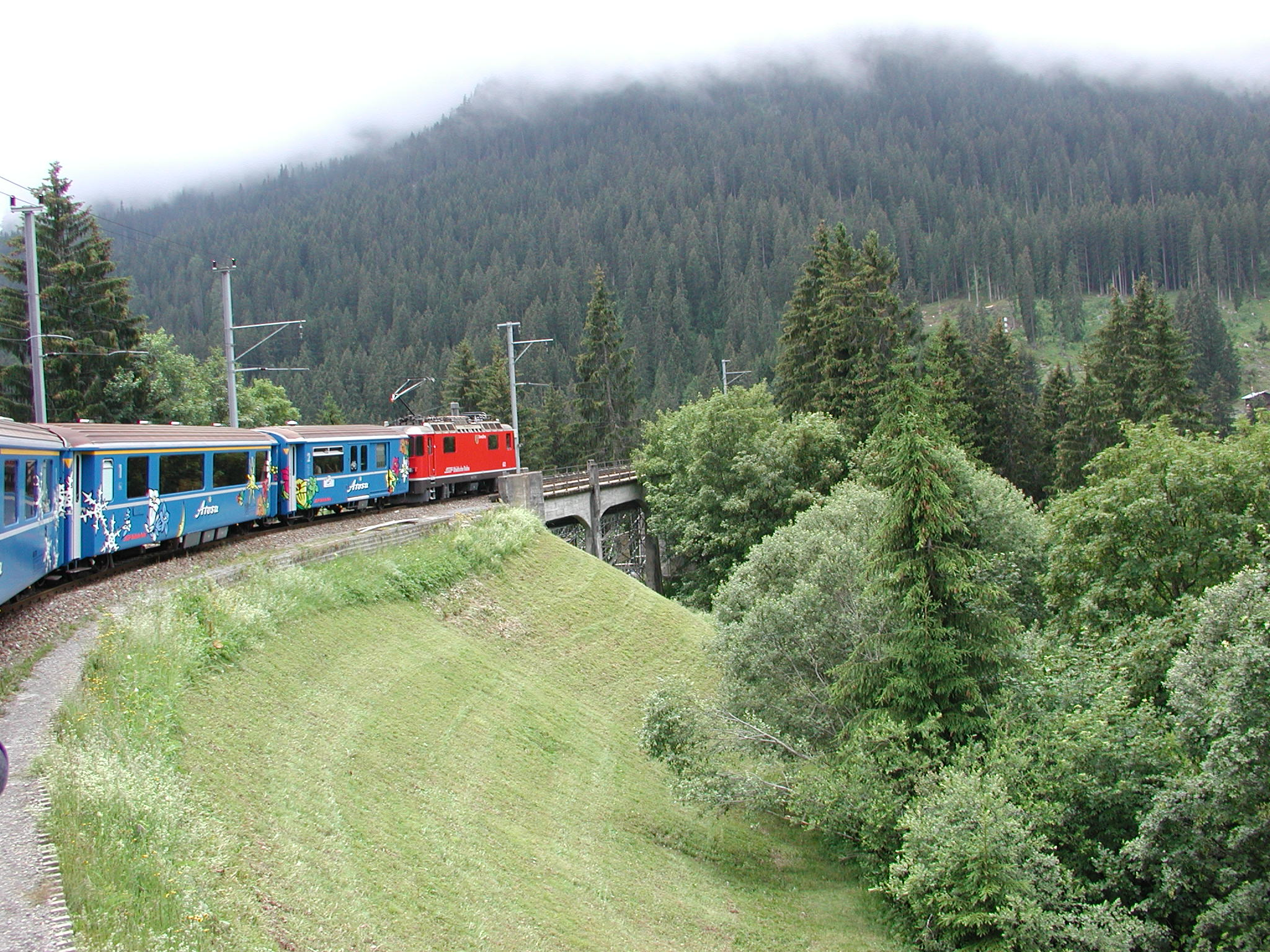
Arosa-Express mit Salonwagen und Gepäckwagen am Langwieser Viadukt

Neben modern gestalteten Reisezugwagen mit Abteilen erster und zweiter Klasse wirkte insbesondere der Salonwagen als Publikumsmagnet. Durch das Zusammenlegen von früheren Fensteröffnungen entstanden zwei grosse Panoramafenster. In diesem Bereich wurde zudem der Ausblick auf die Landschaft durch halbrund angeordnete Polstergruppen mit kleinen Tischen verbessert. Der Steuerwagen enthielt ein spezielles Klubabteil als Treffpunkt. Weiter wurde den Reisenden ein abgetrennter Teil des Gepäckwagens als zeitweise bewirtetes Verpflegungslokal zugänglich gemacht. Die hier untergebrachte Stehbar und einige Sitzplätze dienten zudem als Fumoir im ansonsten rauchfreien Zug. Während der Fahrt wurde den Reisenden über Lautsprecher in verschiedenen Sprachen Wissenswertes über die Bahnstrecke und das Schanfigg vermittelt. 

## Heutige Situation

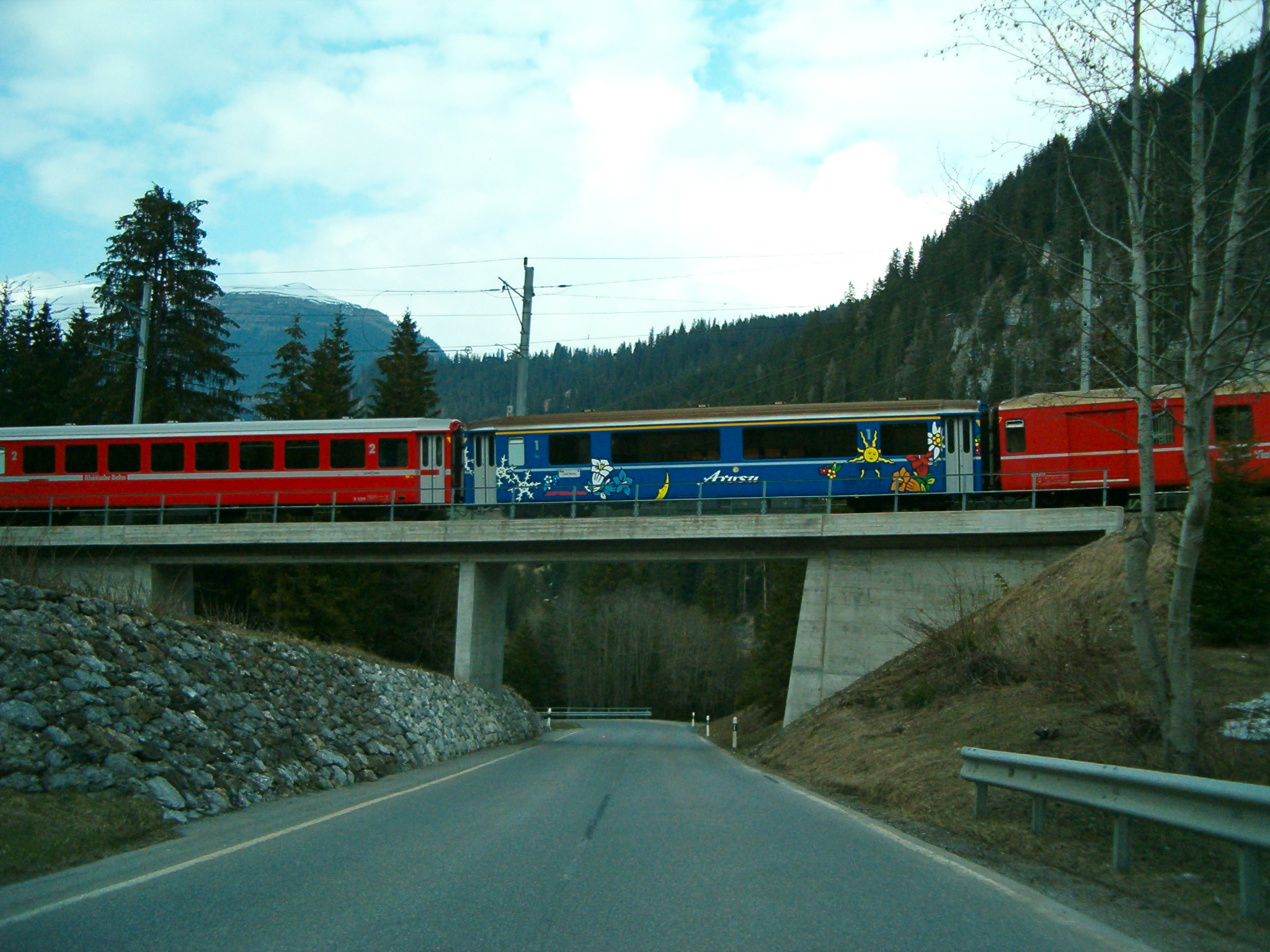
Der Salonwagen des ehemaligen Arosa-Express in einem gewöhnlichen Regionalzug über der Schanfiggerstrasse

Die Vereinbarung zwischen den Leistungsträgern zum Betrieb des Arosa-Express war auf zehn Jahre festgelegt. Trotz des Erfolgs des Zuges wurde nach Ablauf der Betriebszeit auf eine Vertragsverlängerung im bisherigen Rahmen verzichtet. Die geplante Einführung von modernsten Triebzug-Kompositionen des Typs ABe 8/12 verbunden mit deren grösserer Flexibilität in der Zugszusammenstellung liessen eine Fortführung des Konzepts als zu kostspielig erscheinen. Der Arosa-Express existiert somit heute als Marke nicht mehr. Einzelne blaue Fahrzeuge sind auch auf anderen RhB-Linien anzutreffen, der andere Teil hat bereits wieder einen roten Anstrich erhalten. Nur die vergrösserten Panoramafenster des As 1256 werden noch weiterhin an den Arosa-Express erinnern.